# Septemberrevolution in Portugal
Mit Septemberrevolution werden in der Geschichte Portugals die Ereignisse von Anfang September 1836 bezeichnet, die den Machtverlust der Cartisten und die Machtübernahme einer setembristischen Regierung mit sich brachten.

## Vorgeschichte
Nach Ende des Miguelistenkriegs hatten sich die Liberalen, also die siegreichen Befürworter einer konstitutionellen Monarchie im Königreich Portugal, in zwei Hauptflügel geteilt:
- die Cartisten, die den konservativen, rechtsliberalen Teil des Liberalismus repräsentierten, und in der Frage, welche Verfassung das Land haben sollte, der Verfassungscharta von 1826 die Treue hielten. Ihre führenden Vertreter waren die Herzöge von Palmela, Saldanha und Terceira;

- die Setembristen, der linksliberale Teil des Liberalismus, der der Verfassung von 1821 die Treue hielt (siehe auch Liberale Revolution in Portugal) und in der Tradition von  Manuel Fernandes Tomás standen. Ihre führenden Vertreter waren Manuel da Silva Passos, der Graf von Bonfim und der Markgraf von Sá da Bandeira.

Seit Ende des Miguelistenkriegs 1834 hatte Königin Maria II. ausschließlich cartistische Regierungen ernannt, die die Setembristen zum Teil gewaltsam unterdrückten. Die Unterstützung der Setembristen im Volk wurde derweil immer stärker.

## Die Septemberrevolution
1836 hatte der cartistische Regierungschef, der Herzog von Terceira, das portugiesische Parlament, die Cortes auflösen und Neuwahlen ausschreiben lassen. Diese wurden von den Cartisten gewonnen. Lediglich in Porto und Viseu wurden setembristische Abgeordnete gewählt.
Dieses Ergebnis spiegelte jedoch nicht die wahre Stimmung im Volk wider (Wahlen wurden damals in Portugal regelmäßig manipuliert, sowieso war nur ein geringer Teil der Bevölkerung wahlberechtigt). Am 11. September 1836 sollten die neu gewählten Cortes in Lissabon eröffnet werden. Am 9. September 1836 trafen die setembristischen Abgeordneten aus Porto, an ihrer Spitze Manuel da Silva Passos, in der portugiesischen Hauptstadt ein. Sie wurden von der Bevölkerung Lissabons triumphal empfangen. Die Nationalgarde, die schon seit langem ein Hort setembristischen Gedankenguts war, nutzte diese Stimmung im Volk und putschte gegen die cartistische Regierung. Diese sandte Truppen gegen die Aufständischen, die sich aber mit den Setembristen verbrüderten. Durch diese Entwicklung wurde die Königin gezwungen, sehr gegen ihren Willen, die cartistische Regierung zu entlassen und ein neues, setembristisch geprägtes Kabinett zu ernennen.

## Bedeutung
Durch die Septemberrevolution wurden die Cartisten für sieben Jahre aus der portugiesischen Regierung verdrängt. Mit modernen politischen Ausdrücken könnte man von einem „Linksruck“ in der Politik des Landes sprechen. Die Verfassungscharta wurde außer Kraft gesetzt, die Verfassung von 1821 wieder eingeführt, später (1838) sogar eine vollkommen neue, extrem demokratische Verfassung erlassen. Die Setembristen nutzten die Zeit ihrer Regierung, um eine Reihe von wichtigen Reformen auf den Weg zu bringen, durch die das Land modernisiert wurde. Erst 1842, durch den Staatsstreich des späteren Markgrafen von Tomar wurde diese Phase der portugiesischen Geschichte beendet und die Cartisten übernahmen erneut die Macht.